# Object Query Language
L'Object Query Language (OQL) è uno standard di linguaggio di interrogazione per Basi di dati a oggetti sul modello di SQL.
OQL fu sviluppato dall'Object Data Management Group (ODMG).
A causa della sua complessità nessuno ha mai implementato completamente il linguaggio.
OQL ha comunque influenzato il progetto di alcuni più nuovi linguaggi di interrogazione come JDOQL e EJB QL, ma non possono essere considerati come una differente varietà di OQL.

## Caratteristiche
- OQL supporta oggetti refenziati in tabelle. Gli oggetti possono essere innestati in altri oggetti
- Non tutte le parole chiave di SQL sono supportate in OQL
- OQL può eseguire computazioni matematiche con le sue dichiarazioni

## Esempio di interrogazione
L'esempio seguente illustra come si potrebbe recuperare la velocità del processore del computer di tutti i computer con più di 64MB di RAM da un finto database.

SELECT pc.cpuspeed

FROM PCs pc

WHERE pc.ram > 64